# حمله به تیم ملی فوتبال توگو
حمله به تیم ملی فوتبال توگو (انگلیسی: Togo national football team attack) یک تهاجم تروریستی بود، این حمله در ۸ ژانویه ۲۰۱۰ در مسیر این تیم که عازم جام ملت‌های آفریقا ۲۰۱۰ بود در استان کابیندا واقع در آنگولا به وقوع پیوست. مسئولیت این حمله را شاخه نظامی ناشناخته جبهه آزادیبخش کابیندا (FLEC)، گروهی که خواهان استقلال استان کابیندا است بر عهده گرفت. در این حمله راننده اتوبوس، ماریو آدجوا، دستیار مدیر تیم، آمله آبالو، و افسر رسانه، استانیسلاس اوکلو کشته و چند نفر دیگر زخمی شدند. دبیرکل FLEC-PM رودریگز مینگاس، که در حال حاضر در فرانسه در تبعید به سر می‌برد ادعا کرد هدف این حمله نه بازیکنان توگویی بلکه نیروهای آنگولایی در جلوی ستون بوده‌است. مقامات اعلام کردند که دو مظنون در ارتباط با این حملات بازداشت شدند. 

## حمله

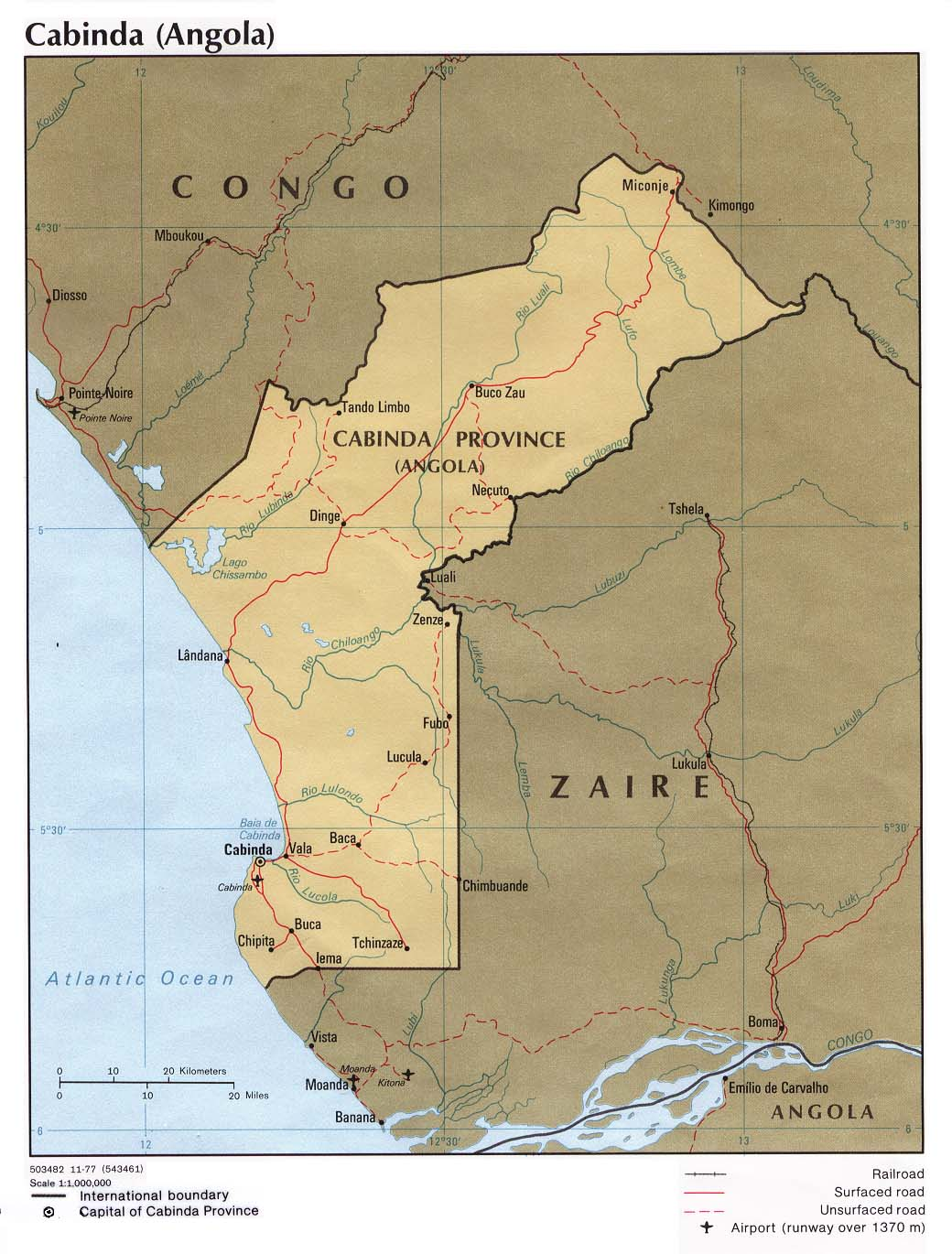
ایالات کابیندا محل حمله

این اتوبوس پس از عبور از مرز جمهوری کنگو در استان کابیندای آنگولا، هدف قرار گرفت.  تمام بازی‌های اولیه توگو در گروه B قرار بود در استادیوم بین‌المللی چیازی در کابیندا برگزار شود.
به گفته رهبر شورشی مینگاس، این حمله توسط فرمانده وی سامتون انجام شد که ادعا کرد ۱۵ رزمنده FLEC در کمین شرکت داشتند. این تهاجم حداقل ۳۰ دقیقه طول کشید. راننده اتوبوس، ماریو آدجوا، کشته شد و به این ترتیب امکان خارج شدن از کمین از میان رفت. مسافران در زیر صندلی‌ها پنهان شدند. یک تیم امنیتی متشکل از ۱۰ نفر در دو اتومبیل که تیم را اسکورت می‌کردند به آتش مهاجمان پاسخ دادند.
گروه شبه نظامی جدایی‌طلب آنگولا جبهه آزادسازی محاصره کابیندا (FLEC) مسئولیت این حمله را بر عهده گرفت. در بیانیه‌ای که توسط دبیرکل FLEC رودریگز مینگاس امضا شده آمده‌است: «این عملیات فقط آغاز یک سری اقدامات برنامه‌ریزی شده‌است که در کل قلمرو کابیندا ادامه خواهد داشت». سخنگوی وزارت امور خارجه فرانسه، برنارد والرو گفت:«تحریک خشونت کاملاً غیرقابل قبول است و مینگاس می‌تواند به دلیل اظهارات اینچنینی تحت قوانین فرانسه مورد پیگرد قانونی قرار گیرد.» یک گروه بزرگتر شاخه‌ای به نام نیروهای مسلح کابیندا (FLEC-FAC) نیز مسئولیت را بر عهده گرفت. رهبر گروه ژان کلود نزیتا جناح مینگاس را فرصت طلب نامید.

## تحقیق و بررسی
در ارتباط با حمله مرگبار به تیم ملی فوتبال توگو، پلیس آنگولا دو مظنون را در ۱۰ ژانویه ۲۰۱۰ دستگیر کرد. رادیو ملی به نقل از دادستان گزارش داد دستگیری‌ها در کابیندای آنگولا، واقع در بین جمهوری کنگو و جمهوری دموکراتیک کنگو در آفریقای مرکزی صورت گرفت. در مجموع ۹ مظنون دستگیر شدند. 
آنگولا چهار تن - اسقف رائول تاتی، کشیش کاتولیک روم، فرانسیسکو لوئمبا، وکیل، بلچیور تاتی، اقتصاددان و خوزه بنیامین فوکا، افسر سابق پلیس - را که اسنادی در مورد FlEC داشت و برای ملاقات با رهبران تبعیدی در ماه اوت به پاریس سفر کرده بود را بازداشت کرد. آنها به اتهام عضویت در FLEC-PM به زندان افتادند. دادگاهی در کابیندا این چهار نفر را به اتهام اقدام علیه امنیت کشور مقصر دانست. قاضی نگفت آیا این چهار نفر ارتباط مستقیمی با حمله داشته‌اند یا خیر. احکام زندان آنها از سه تا پنج سال بود. در ۱۱ ژانویه، دو نفر از عوامل FLEC در نزدیکی محل تیراندازی دستگیر شدند. 
این دادگاه توسط گروه‌های حقوق بشری که دولت را متهم به استفاده از این حملات برای توجیه سرکوب منتقدان کردند مورد انتقاد قرار گرفت. مارتینو نامبو، وکیلی که در جلسات دادگاه شرکت داشت گفت، قاضی آنها را فقط به این دلیل محکوم کرد که آنها در مورد استقلال برای کابیندا صحبت کرده یا نوشته‌اند. این خلاف قانون اساسی است. یک قاضی نمی‌تواند کسی را برای هیچ زندانی کند. این فقط باعث بدتر کردن سوابق ضعیف آنگولا در مورد حقوق بشر و کل روند صلح با FLEC می‌شود. ارتباط ادعایی آنها بیش از آنکه مدلل باشد ادعا بود. دیدبان حقوق بشر همچنین از محکومیت این چهار نفر فعال انتقاد کرد و گفت: «این یک فرصت از دست رفته برای اعاده عدالت در آنگولا و به ویژه در کابیندا است.»

## عواقب
تیم توگو خواستار تحریم مسابقات و متعاقباً از مسابقات کنار کشید. هافبک توگوئی، آلاکسیس رومائو گفت که این تیم همچنین در تلاش است تا سایر تیم‌های گروه خود را ترغیب کند تا از مسابقات خارج شوند. اعضای تیم ملی فوتبال موزامبیک پس از مشاهده پیامدهای حمله، خواستار تضمین حفاظت شدند. 
توگو قرار بود سه روز پس از حمله در ۱۱ ژانویه ۲۰۱۰ اولین بازی خود را در این مسابقات در برابر تیم غنا انجام دهد.

## واکنش‌ها
وزیر آنگولا، آنتونیو بنتو بمبئه آن را "اقدامی تروریستی" خواند و تدابیر امنیتی مسابقات را افزایش داد. باشگاه‌های فوتبال منچستر سیتی و پورتسموث از ایمنی بازیکنان خود ابراز نگرانی کردند. بازیکنان تیم‌های دیگر در آفریقا مانند بنی مک‌کارتی و مومو سیسوکو این حمله را محکوم و نخست‌وزیر توگو، گیلبرت هونگبو، سه روز عزای ملی اعلام کرد.